# Сяра
Сярата е химичен елемент със символ S и атомен номер 16. Сярата е широко разпространен елемент, без вкус и миризма, многовалентен неметал. В естествена форма сярата представлява жълти кристали в твърдо състояние. В природата се намира в чист вид или под формата на сулфидни и сулфатни минерали. Сярата съществен за живота елемент, който участва в молекулите на две аминокиселини. Стопанската употреба е предимно за производството на торове, но широко се използва и при барут, кибрити, инсектициди и фунгициди. На български остарели и диалектни думи са още жупел, симпур, синпур, сумпор, кюкюрт, сулфур.

## История
Сярата е позната на човечеството от древността. За това е допринесло съществуването на находища от самородна сяра, както и разнообразното приложение на това вещество. С нея се свързва библейската история за гибелта на Содом и Гомора. Омир споменава за нейните димообразуващи свойства 800 г. пр.н.е. През 670 г. защитниците на Константинопол запалили арабския флот с помощта на прочутия „гръцки огън“ (смес от селитра, въглен и сяра). Аналогичен по състав е и черният барут, направил революция във военното дело през ХІІІ век. Наименованието „сяра“ произлиза от санскритската дума „сира“, която означава светложълт и е свързано с нейния цвят. Представката тио-, която отбелязва присъствието на сяра в редица съединения, е от гръцката дума „тейон“, която означава небесен, божествен, и съответства на мистическите представи на древните народи за това вещество. От санскритски сиро – жълто, сулвере – спя или убивам. От старогръцки тейон (сяра) – божествен, димящ, миришещ. Одисей познавал и използвал сярата. След завръщането си от Троянската война, той заварил жена си Пенелопа, заобиколена от много кандидати за ръката ѝ. Избил ги и след отстраняване на труповете им, запалил сяра, за да обеззарази къщата и двора. Плиний Стари, живял през първи век, автор на „Естествена история“, загинал при изследване на вулкана Везувий. Виновници за смъртта му са серните пари, серният диоксид (SO2) и сероводородът (H2S), които се съдържат в газовете на изригналия вулкан.

## Физични свойства
Физичните свойства на сярата я характеризират като неметал. Ромбичната сяра има лимоненожълт, а призматичната – бледожълт цвят. Тя е крехка. Във водата е неразтворима. Разтваря се само във веществото серовъглерод. Малко над температурата на топене сярата е лесноподвижна течност.
При стайна температура сярата е меко светложълто твърдо вещество. Въпреки че тя е известна с миризмата си (често сравнявана с миризмата на развалени яйца), миризмата всъщност е характеристика на сероводорода (H2S). Чистата сяра има слаба миризма, подобна на тази на кибрита. Гори със син пламък, който отделя серен диоксид, известен с особената си задушаваща миризма. Сярата е неразтворима във вода, но е разтворима в серовъглерод и до по-малка степен в органични разтворители като бензен и толуен.
В твърдо състояние сярата обикновено съществува под формата на затворени коронообразни S8 молекули. Освен тази, сярата има много алотропни форми. Отстраняване на един атом от пръстена дава S7, която е отговорна за характерния жълт цвят на сярата. Правени са и други пръстени като S12 и S18. За сравнение, нейният по лек съсед, кислородът, съществува само в две алотропни състояния: O2 и O3. Селенът, по-тежкият аналог на сярата, може да образува пръстени, но по-често съставя полимерни вериги.
Кристалографията на сярата е сложна. В зависимост от специфичните условия, алотропите на сярата образуват няколко различни кристални структури, като ромбичната и моноклинната са най-разпространени.
Заслужава да се спомене, че вискозитетът на разтопената сяра, за разлика от повечето течности, се увеличава с увеличаване на температурата поради образуването на полимерни вериги. След като бъде достигната определена температура обаче, вискозитетът пада, защото енергията е достатъчна, за да разкъса веригите.
Аморфна сяра може да се получи чрез бързо охлаждане на разтопена сяра. Рентгеново-кристалографски изследвания показват, че аморфната форма може да има спирална структура с осем атома на стъпка. Тази форма е метастабилна при стайна температура и постепенно се връща обратно в кристална форма. Този процес продължава часове и дори дни, но може да бъде катализиран.
При нагряване се изменят цветът и агрегатното състояние на сярата: 120 °C – лимоненожълта стопилка; 160 °C – кехлибареножълта стопилка; вишневочервена стопилка; тъмнокафява стопилка; 200 °C – гъста смола; 400 °C – лесноподвижна течност. Сярата започва да кипи при температура от 444,63 °C.

## Химични свойства
Взаимодействие на сяра с водород
S+H2→ H2S (сероводород)
Взаимодействие на сяра с кислород
Запалената сяра гори на въздуха с бледосин пламък. Ако горяща сяра се внесе в среда от чист кислород, пламъкът става яркосин, а съдът се изпълва с бял дим. Получава се серен диоксид.
S + O2 → SO2
Серният диоксид може допълнително да взаимодейства с кислород при нагряване и наличие на катализатор диванадиев пентаоксид V2O5, платина Pt или кобалт Co; получава се серен триоксид.
2SO2 + O2 → 2SO3
Серният триоксид е много важен за промишлеността, защото при разтваряне във вода образува сярна киселина.
Взаимодействие на сяра с метали
При взаимодействието на сяра с метали се получават соли, наречени сулфиди.
2Na + S → Na2S (динатриев сулфид)
2K + S → K2S (дикалиев сулфид)
Zn + S → ZnS (цинков сулфид)
2Al + 3S → Al2S3 (диалуминиев трисулфид)
Cu + S → CuS (меден сулфид)
При стайна температура сярата взаимодейства с живак. Отровният живак от счупен термометър се обезврежда, като се посипе със сяра.
Hg + S → HgS (живачен сулфид)
Взаимодействие на сяра с други химични съединения
Сярата е по-слабо активен неметал от халогените и не може да реагира с вода, с основни и с амфотерни хидроксиди.

## Употреба
По-голямо приложение имат съединенията на сярата отколкото чистото ѝ вещество.
В комбинация с други вещества сярата намира приложение в козметиката и медицината.